# Ultrasoon lassen

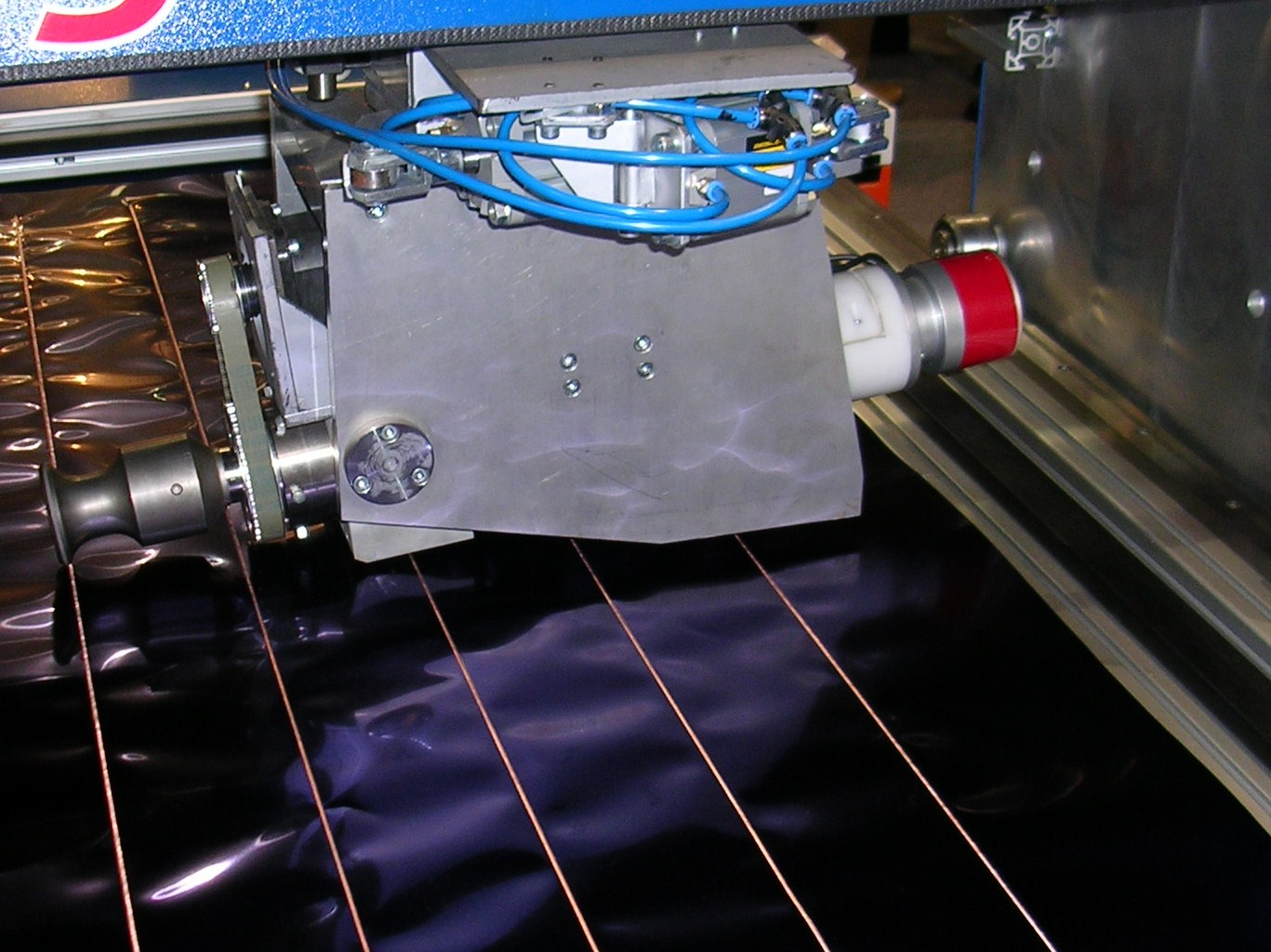
Ultrasoon lassen van dun metaalfolie. De sonotrode wordt langs de lasnaad gedraaid.

Ultrasoon lassen is een lastechniek die is ontwikkeld in de jaren '60 van de 20e eeuw, waarbij voorwerpen aan elkaar gelast door middel van hoogfrequente geluidstrillingen. Een patent op naam van Robert Soloff and Seymour Linsley voor het ultrasoon lassen van thermoplastische kunststoffen dateert uit 1965. In 1969 werd een kunststofauto volledig met dit lasprocedé in elkaar gezet.

## Kenmerken
Bij dit lasproces worden samengedrukte kunststoffen of metaalfolies versmolten door gebruik te maken van een krachtige geconcentreerde hoogfrequent geluidsbundel. De energie daarvan is niet groot genoeg om het materiaal echt te doen smelten; de combinatie van aangebrachte druk en de ingebrachte geluidsenergie is wel voldoende om moleculen of atomen aan het oppervlak van de materialen zodanig in trilling te brengen dat ze versmelten.
Het is mogelijk om zowel metalen als harde en zachte plastics met deze methode te lassen.
Dit lasproces behoort tot de hoofdgroep van het druklassen.

## Proces
De delen die gelast moeten worden, worden ingeklemd tussen een aambeeld en een sonotrode. De sonotrode is het instrument dat een krachtige gerichte geluidsgolf op het werkstuk kan overdragen met een frequentie tussen de 15 en 70 kHz.
Onder andere door de vorm van het aambeeld worden de geluidsgolven gefocusseerd op een klein punt en deze zijn krachtig genoeg om het materiaal plaatselijk te laten vervloeien. De te lassen onderdelen worden soms voorbereid op deze bewerking doordat ze smalle richeltjes bevatten waarin de geluidsenergie zich concentreert.
Een ultrasoon lasapparaat bestaat in essentie uit de volgende onderdelen:
- Een pers om beide te lassen delen onder druk te kunnen houden tijdens het lassen
- Een aambeeld waarop de te lassen delen worden geplaatst, en dat zo gevormd is dat de geluidsgolven optimaal op de te lassen plek gericht worden
- Een geluidsbron, bestaande uit een piëzo-elektrische transducer, eventueel een versterker en een sonotrode: het onderdeel dat de geluidstrillingen overbrengt op het werkstuk. Al deze delen zijn specifiek ontworpen om te resoneren bij de werkfrequentie (meestal 20, 30, 35 of 40 kHz)
- Een hoogfrequent wisselstroombron met een frequentie die overeenkomt met de lasfrequentie
- Een systeem dat de onderdelen op de juiste plaats tegen elkaar drukt of eventueel kan verplaatsen tijdens de voortgang van het lasproces

## Toepassingen

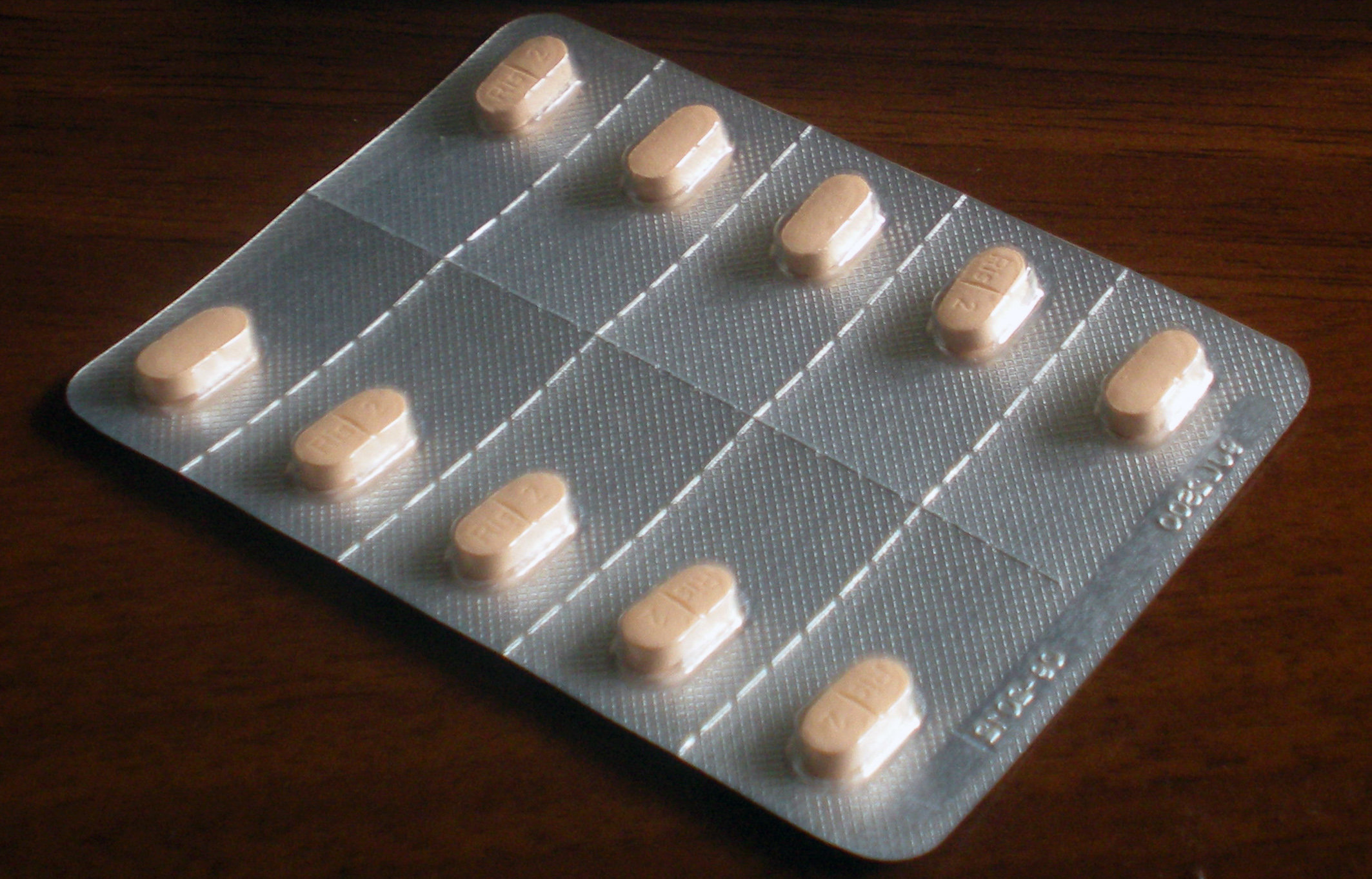
medicijnverpakking

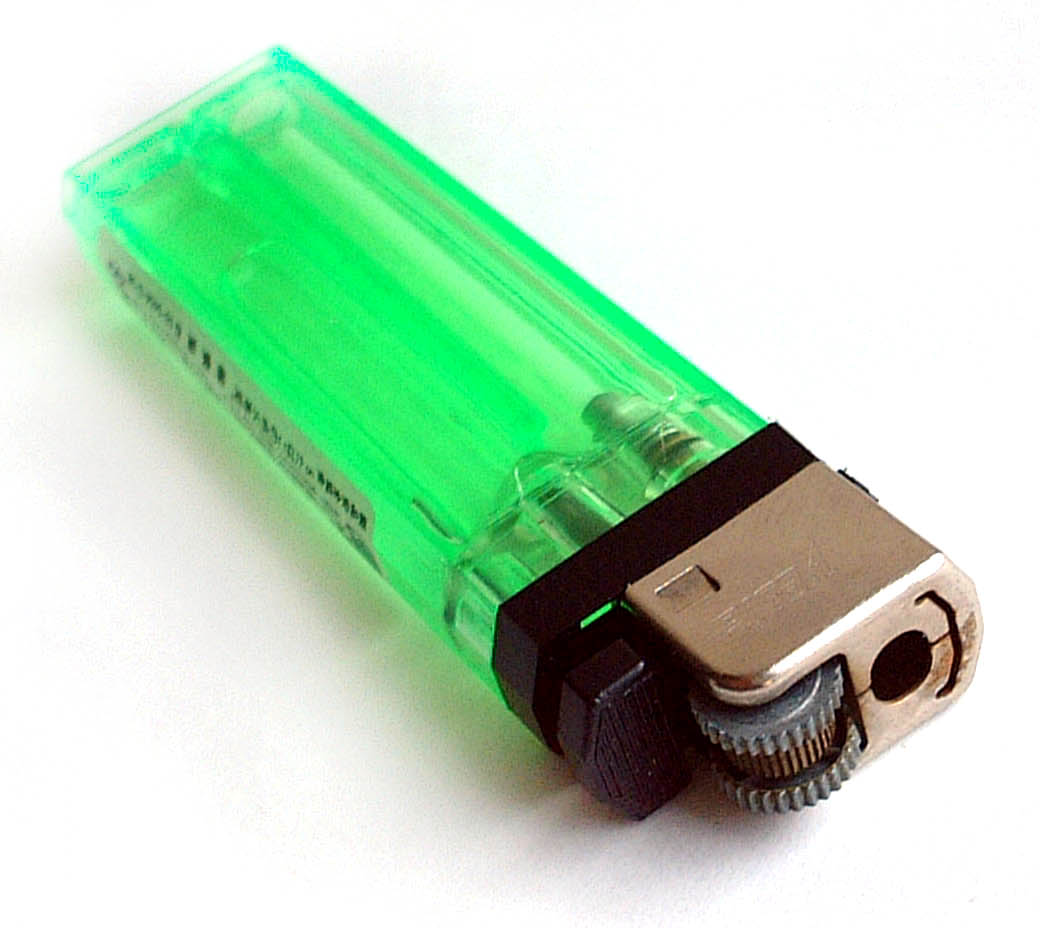
gasaansteker

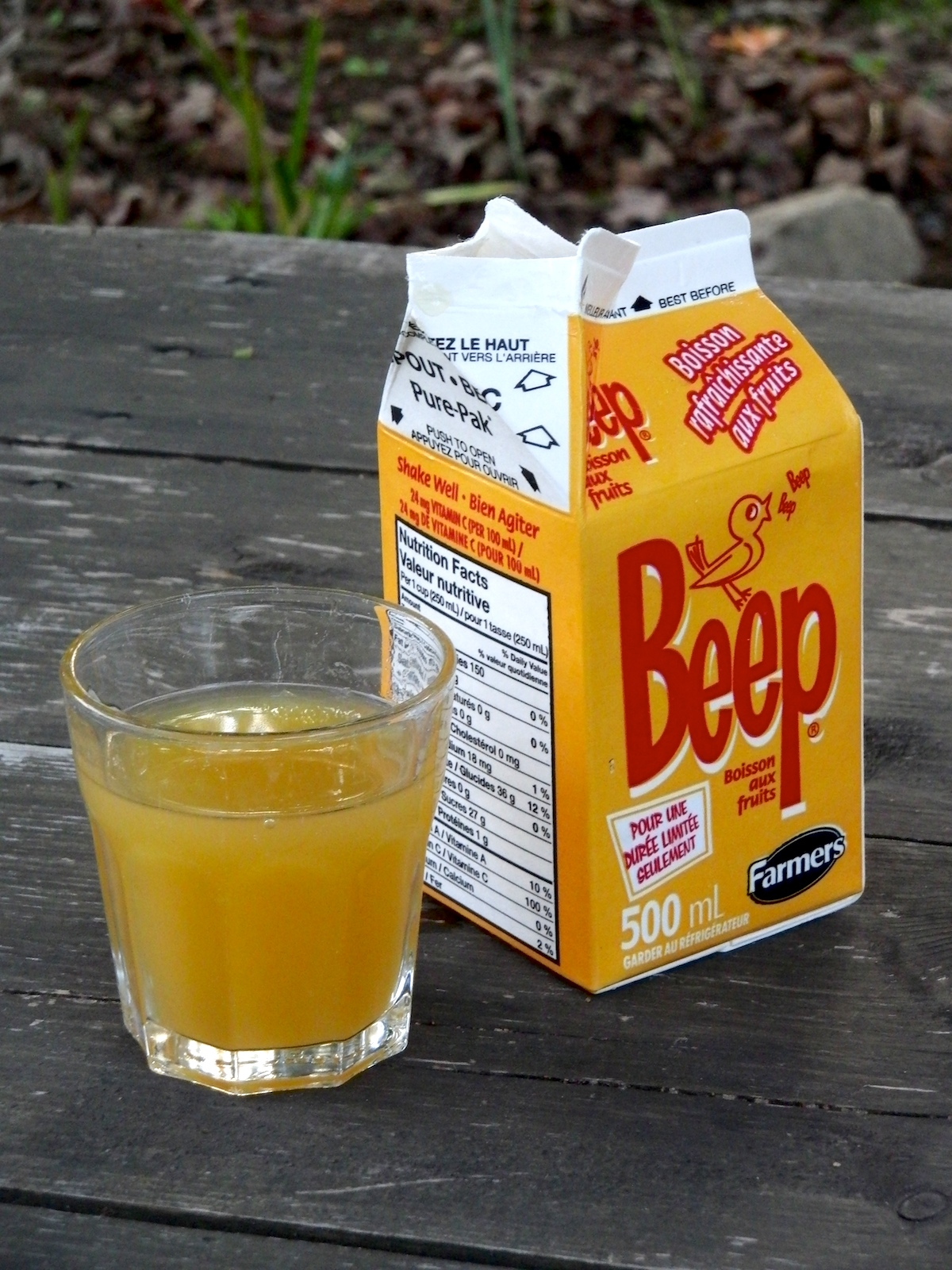
sappak

De toepassingen liggen in een veelheid van industriële processen, variërend van elektronica, automobielindustrie, ruimtevaartindustrie, medische toepassingen en verpakkingstechnologie. Te denken valt aan het lassen van elektrische bedrading, folies, kunststof voorwerpen zoals telefoons, speelgoed, eenmalig bruikbare medische instrumenten etc. Aluminium, dat op andere manieren relatief lastig te lassen is vanwege de oxidelaag, is met ultrasoon lassen uitstekend te bewerken. Ook textielsoorten kunnen eenvoudig en zeer snel op deze wijze verbonden worden, wat met name gebeurt voor medische toepassingen.
Metalen voorwerpen die ultrasoon gelast worden, mogen niet te dik zijn. Bij thermoplastische kunststoffen kan men tot wat grotere diktes gaan. Doordat het mogelijk is totaal ongelijke materialen aan elkaar te lassen, is het ook mogelijk om meerdere laagjes van verschillende materialen in één keer op elkaar te lassen, bv. een sandwich van metaallaagjes en kunststoflaagjes. Dit wordt onder andere gedaan bij de productie van batterijen.
Waarschijnlijk wordt ultrasoon lassen nog het meest gebruikt in de verpakkingsindustrie. Bij blisterverpakking van medicijnen worden de kunststof en het laagje aluminium middels deze methode snel, goedkoop, steriel en zonder dat er ongewenste stoffen vrijkomen, aaneengelast. In de voedingsindustrie worden onder andere melkpakken en sappakken ultrasoon dichtgelast terwijl het voedingsmiddel er al in zit. Deze pakken bestaan uit dun karton dat bekleed is met een dun laagje kunststof, in de regel polypropyleen of polyethyleen, dat zich uitstekend luchtdicht laat lassen.
Een speciale toepassing ligt in het verpakken van explosieve en brandbare stoffen, waarbij hermetische afsluiting nodig is maar waarbij geen warmte kan worden toegepast. Een bekend voorbeeld is de gasaansteker: Deze wordt dichtgelast terwijl er vloeibaar butaan in zit.

## Voor- en nadelen

### Voordelen
- Zeer geschikt voor geautomatiseerde processen.
- Goed alternatief voor lijmen, schroeven of klikverbindingen.
- Het is mogelijk om zeer ongelijke materialen onderling te verbinden, bijvoorbeeld kunststof en metaal.
- Zeer snel proces: meestal minder dan één seconde. Werkstukken hoeven na het lassen niet ingeklemd te blijven maar kunnen meteen verder verwerkt worden.
- Zeer schoon proces: Geen afvalstoffen, geen vrijkomende rook of dampen. Dus ook geen ventilatie nodig.
- Geen koeling nodig.
- Nauwelijks verwarming en geen open vuur; daardoor ook geschikt voor verwerking van brandbare of zelfs explosieve stoffen.

### Nadelen
- Alleen geschikt voor dunne materialen, met name bij gebruik van metaal.
- Nauwelijks geschikt voor handmatig gebruik, omdat de benodigde lasparameters (tijdsduur, geluidsintensiteit, aandrukkracht) nauwkeurig vast liggen.
- Ondanks dat het gebruikte geluid doorgaans frequenties heeft die boven de maximaal hoorbare frequentie liggen, kunnen subharmonische trillingen ontstaan die een vervelend geluid geven. Als gelast wordt met de lagere frequenties die nog wel in het menselijk gehoorbereik liggen (van 15 tot 20 kHz) dan is er risico op gehoorschade.